# Biología de la depresión
A lo largo de los años se han sugerido varias teorías sobre la biología de la depresión (también conocido como la causa biológica de la depresión), entre ellas las que giran en torno a los neurotransmisores de monoaminas, la neuroplasticidad, la neurogénesis, la inflamación y el ritmo circadiano. Las enfermedades físicas, como el hipotiroidismo y las enfermedades mitocondriales, también pueden desencadenar síntomas depresivos.
Diversos estudios científicos han descubierto que diferentes áreas cerebrales muestran una actividad alterada en los seres humanos con trastorno depresivo mayor (TDM), y esto ha animado a los defensores de diversas teorías que tratan de identificar un origen bioquímico de la enfermedad, frente a las teorías que hacen hincapié en las causas psicológicas o situacionales. Entre los factores que abarcan estos grupos causales se incluyen las deficiencias nutricionales de magnesio, vitamina D, y triptófano con origen situacional pero impacto biológico. 
Los circuitos neuronales implicados en la depresión incluyen los que intervienen en la generación y regulación de la emoción, así como en la recompensa. Es frecuente encontrar anomalías en el córtex prefrontal lateral, cuya función putativa se considera generalmente relacionada con la regulación de la emoción. Las regiones implicadas en la generación de emociones y recompensas, como la amígdala, el córtex del cíngulo anterior (CCA), el córtex orbitofrontal (COF) y el cuerpo estriado, también suelen estar implicadas. Estas regiones están inervadas por un núcleo monoaminérgico, y las pruebas provisionales sugieren un papel potencial para la actividad monoaminérgica anormal.

## Factores genéticos

### Dificultad de los estudios genéticos
Históricamente, los estudios de genes candidatos han sido uno de los principales focos de estudio. Sin embargo, como el número de genes reduce la probabilidad de elegir un gen candidato correcto, los errores de tipo I (falsos positivos) son muy probables. Los estudios de genes candidatos suelen presentar una serie de defectos, como errores frecuentes de genotipado y escasa potencia estadística. Estos efectos se ven agravados por la evaluación habitual de los genes sin tener en cuenta las interacciones gen-gen. Estas limitaciones se reflejan en el hecho de que ningún gen candidato ha alcanzado significación en todo el genoma.

### Genes candidatos

#### 5-HTTLPR
El 5-HTTLPR, o alelo corto del gen promotor del transportador de serotonina, se ha relacionado con un mayor riesgo de depresión; sin embargo, desde la década de 1990, los resultados han sido inconsistentes. Otros genes que se han relacionado con una interacción gen-ambiente son el CRHR1, el FKBP5 y el BDNF, los dos primeros relacionados con la reacción al estrés del eje HHS, y el último implicado en la neurogénesis. El análisis de genes candidatos del 5-HTTLPR sobre la depresión no fue concluyente en cuanto a su efecto, ni solo ni en combinación con el estrés vital.
Un estudio de 2003 propuso que una interacción gen-ambiente (GxE) podría explicar por qué el estrés vital es un factor predictivo de episodios depresivos en algunos individuos, pero no en otros, en función de una variación alélica de la región promotora vinculada al transportador de serotonina (5-HTTLPR). Esta hipótesis fue ampliamente debatida tanto en la literatura científica como en los medios de comunicación populares, donde se la bautizó como el gen orquídea, pero no se ha podido replicar de forma concluyente en muestras mucho más amplias, y los tamaños de los efectos observados en trabajos anteriores no concuerdan con la poligenicidad observada de la depresión.

#### BDNF
También se ha planteado la hipótesis de que los polimorfismos del BDNF tienen una influencia genética, pero los primeros hallazgos e investigaciones no lograron replicarse en muestras más amplias, y los tamaños de los efectos hallados por estimaciones anteriores son incoherentes con la poligenicidad observada de la depresión.

#### SIRT1 y LHPP
Un estudio GWAS de 2015 en mujeres chinas Han identificó positivamente dos variantes en regiones intrónicas cerca de SIRT1 y LHPP con una asociación significativa en todo el genoma.

#### Polimorfismos del transportador de norepinefrina
Los intentos de encontrar una correlación entre los polimorfismos del transportador de norepinefrina y la depresión han dado resultados negativos.
Una revisión identificó múltiples genes candidatos estudiados con frecuencia. Los genes que codifican para los receptores 5-HTT y 5-HT2A se asociaron de forma inconsistente con la depresión y la respuesta al tratamiento. Se encontraron resultados contradictorios para los polimorfismos Val66Met del factor neurotrófico derivado del cerebro (BDNF). Los polimorfismos del gen de la triptófano hidroxilasa se asociaron provisionalmente con el comportamiento suicida. Un metaanálisis de 182 estudios genéticos de casos controlados publicado en 2008 halló que la apolipoproteína E épsilon 2 es protectora, y que el genotipo GNB3 825T, MTHFR 677T, inserción o deleciones SLC6A4 44bp y SLC6A3 40 bpVNTR 9/10 confieren riesgo.

## Ritmo circadiano

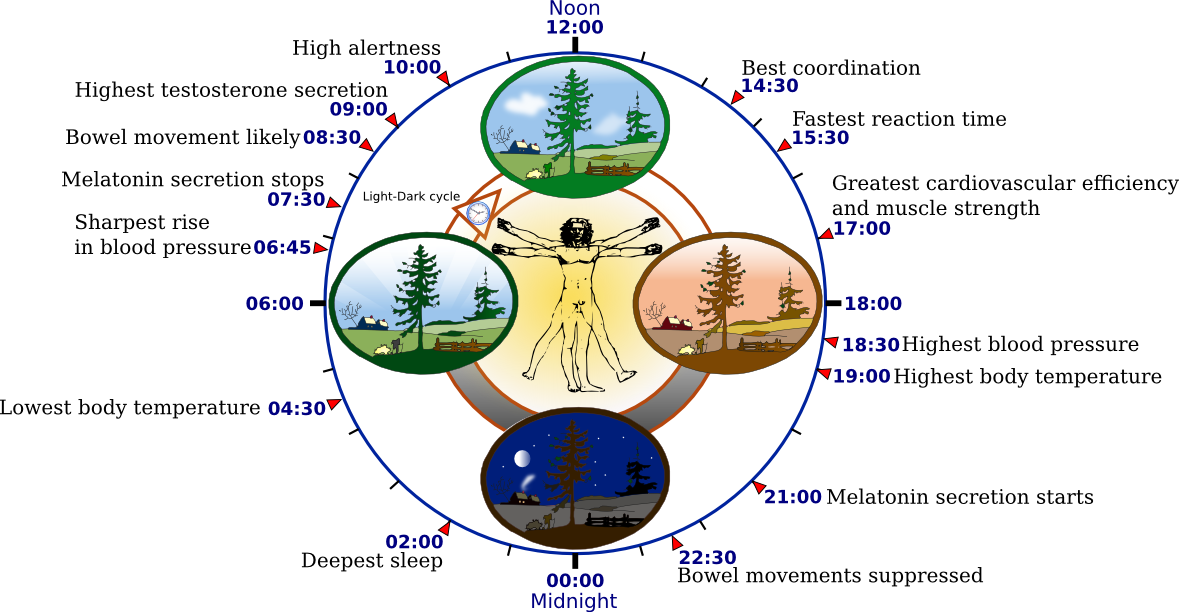
La depresión puede estar relacionada con los mismos mecanismos cerebrales que controlan los ciclos de sueño y vigilia.

La depresión puede estar relacionada con anomalías en el ritmo circadiano, o reloj biológico.
Un ritmo circadiano bien sincronizado es fundamental para mantener una salud óptima. Los cambios adversos y las alteraciones del ritmo circadiano se han asociado a diversos trastornos neurológicos y del estado de ánimo, incluida la depresión.

### Sueño
Las alteraciones del sueño son el síntoma más destacado en los pacientes depresivos. Los estudios sobre electroencefalogramas del sueño han mostrado cambios característicos en la depresión, como reducciones en la producción de sueño de movimientos oculares no rápidos, alteraciones de la continuidad del sueño y desinhibición del sueño de movimientos oculares rápidos (MOR). El sueño de movimientos oculares rápidos (MOR) —la fase en la que se producen los sueños— puede ser de llegada rápida e intensa en las personas deprimidas. El sueño MOR depende de la disminución de los niveles de serotonina en el tronco encefálico, y se ve alterado por compuestos, como los antidepresivos, que aumentan el tono serotoninérgico en las estructuras del tronco encefálico. En general, el sistema serotoninérgico es menos activo durante el sueño y más activo durante la vigilia. La vigilia prolongada debida a la privación de sueño activa las neuronas serotoninérgicas, dando lugar a procesos similares al efecto terapéutico de los antidepresivos, como los inhibidores selectivos de la recaptación de serotonina (ISRS). Los individuos deprimidos pueden mostrar un aumento significativo del estado de ánimo tras una noche de privación del sueño. Los ISRS pueden depender directamente del aumento de la neurotransmisión serotoninérgica central para su efecto terapéutico, el mismo sistema que influye en los ciclos de sueño y vigilia.

### Fototerapia
Las investigaciones sobre los efectos de la fototerapia en el trastorno afectivo estacional sugieren que la privación de luz está relacionada con la disminución de la actividad del sistema serotoninérgico y con anomalías en el ciclo del sueño, en particular el insomnio. La exposición a la luz también se dirige al sistema serotoninérgico, lo que proporciona más apoyo al importante papel que este sistema puede desempeñar en la depresión. Tanto la privación del sueño como la fototerapia se dirigen al mismo sistema de neurotransmisores cerebrales y a las mismas áreas cerebrales que los fármacos antidepresivos, y ahora se utilizan clínicamente para tratar la depresión. La fototerapia, la privación del sueño y el desplazamiento del tiempo de sueño (terapia de avance de la fase de sueño) se están utilizando en combinación rápida para interrumpir una depresión profunda en personas hospitalizadas por TDM (trastorno depresivo mayor).
El aumento y la disminución de la duración del sueño parece ser un factor de riesgo para la depresión. Las personas con TDM muestran a veces variaciones diurnas y estacionales de la gravedad de los síntomas, incluso en la depresión no estacional. La mejora diurna del estado de ánimo se asoció con la actividad de las redes neuronales dorsales. También se observó un aumento de la temperatura central media. Una hipótesis propuso que la depresión era el resultado de un cambio de fase.
La exposición a la luz diurna se correlaciona con una disminución de la actividad del transportador de serotonina, lo que podría explicar la estacionalidad de algunas depresiones.

## Monoaminas

Ilustración de los principales elementos de una sinapsis prototípica. Las sinapsis son brechas entre las células nerviosas. Estas células convierten sus impulsos eléctricos en ráfagas de relevos químicos, llamados neurotransmisores, que viajan a través de las sinapsis hasta los receptores de las células adyacentes, desencadenando impulsos eléctricos que viajan por estas últimas.

Las monoaminas son neurotransmisores que incluyen la serotonina, la dopamina, la norepinefrina y la epinefrina.

### Hipótesis monoamínica de la depresión
Muchos fármacos antidepresivos aumentan de forma aguda los niveles sinápticos del neurotransmisor monoamina, la serotonina, pero también pueden aumentar los niveles de norepinefrina y dopamina. La observación de esta eficacia dio lugar a la hipótesis monoamínica de la depresión, que postula que el déficit de determinados neurotransmisores es responsable de la depresión, e incluso que determinados neurotransmisores están relacionados con síntomas específicos. Los niveles normales de serotonina se han relacionado con la regulación del estado de ánimo y el comportamiento, el sueño y la digestión; los de norepinefrina, con la respuesta de lucha o huida; y los de dopamina, con el movimiento, el placer y la motivación. Algunos también han propuesto la relación entre las monoaminas y fenotipos como la serotonina en el sueño y el suicidio, la norepinefrina en la disforia, la fatiga, la apatía y la disfunción cognitiva, y la dopamina en la pérdida de motivación y los síntomas psicomotores. La principal limitación de la hipótesis monoamínica de la depresión es el desfase terapéutico entre el inicio del tratamiento antidepresivo y la percepción de mejoría de los síntomas. Una explicación de este retraso terapéutico es que el aumento inicial de la serotonina sináptica es sólo temporal, ya que el disparo de las neuronas serotoninérgicas del rafe dorsal se adapta a través de la actividad de los autorreceptores 5-HT1A. Se cree que el efecto terapéutico de los antidepresivos surge de la desensibilización de los autorreceptores a lo largo de un periodo de tiempo, lo que finalmente eleva el disparo de las neuronas serotoninérgica.

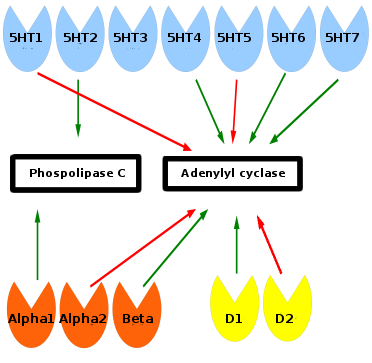
Los receptores de monoaminas afectan a la fosfolipasa C y a la adenilil ciclasa en el interior de la célula. Las flechas verdes significan estimulación y las rojas inhibición. Los receptores de serotonina son azules, los de norepinefrina naranjas y los de dopamina amarillos. La fosfolipasa C y la adenilil ciclasa inician una cascada de señales que activan o desactivan genes en la célula. Se necesita suficiente ATP de las mitocondrias para que se produzcan estas señales. El receptor 5HT-3 se asocia a efectos adversos gastrointestinales y no guarda relación con los demás receptores monoaminérgicos.

#### Serotonina
La teoría del desequilibrio químico de la serotonina en la depresión, propuesta en los años sesenta , no está respaldada por las pruebas científicas disponibles. Los ISRS alteran el equilibrio de la serotonina dentro y fuera de las neuronas: su efecto antidepresivo clínico (que es sólido en la depresión grave) se debe probablemente a cambios más complejos en el funcionamiento neuronal que se producen como consecuencia de ello.
Los estudios iniciales sobre la serotonina en la depresión examinaron medidas periféricas como el metabolito de la serotonina ácido 5-hidroxiindolacético (5-HIAA) y la unión plaquetaria. En general, los resultados fueron inconsistentes y es posible que no se generalicen al sistema nervioso central. Sin embargo, los estudios sobre la unión de receptores y las pruebas farmacológicas aportan indicios de una disfunción de la neurotransmisión de serotonina en la depresión. La serotonina puede influir indirectamente en el estado de ánimo al alterar los sesgos de procesamiento emocional que se observan tanto a nivel cognitivo/conductual como neural. La reducción farmacológica de la síntesis de serotonina y el aumento farmacológico de la serotonina sináptica pueden producir y atenuar los sesgos afectivos negativos, respectivamente. Estos sesgos de procesamiento emocional pueden explicar la brecha terapéutica.

#### Dopamina
Aunque se han observado diversas anomalías en los sistemas dopaminérgicos, los resultados han sido inconsistentes. Las personas con TDM tienen una mayor respuesta de recompensa a la dextroanfetamina en comparación con los controles, y se ha sugerido que esto es el resultado de la hipersensibilidad de las vías dopaminérgicas debido a la hipoactividad natural. Aunque los polimorfismos de los receptores D4 y D3 se han relacionado con la depresión, las asociaciones no se han repetido sistemáticamente. En los estudios post mortem se han encontrado inconsistencias similares, pero varios agonistas de los receptores dopaminérgicos resultan prometedores en el tratamiento del TDM. Existen pruebas de que hay una disminución de la actividad de la vía nigroestriatal en las personas con depresión melancólica (retraso psicomotor). En apoyo del papel de la dopamina en la depresión está el hallazgo constante de una disminución de los metabolitos de dopamina en el líquido cefalorraquídeo y en la yugular, así como los hallazgos post mortem de una expresión alterada del receptor de dopamina D3 y del transportador de dopamina. Los estudios en roedores han apoyado un posible mecanismo que implica una disfunción de los sistemas dopaminérgicos inducida por el estrés.

#### Catecolaminas
Se han descrito varias líneas de evidencia indicativas de la disminución de la actividad adrenérgica en la depresión. Los hallazgos incluyen la disminución de la actividad de la tirosina hidroxilasa, la disminución del tamaño del locus coeruleus, el aumento de la densidad de receptores adrenérgicos α2 y la disminución de la densidad de receptores adrenérgicos α1. Además, la eliminación del transportador de norepinefrina en modelos de ratón aumenta su tolerancia al estrés, lo que implica a la norepinefrina en la depresión.
Un método utilizado para estudiar el papel de las monoaminas es la depleción de monoaminas. La depleción de triptófano (precursor de la serotonina), tirosina y fenilalanina (precursores de la dopamina) provoca una disminución del estado de ánimo en las personas con predisposición a la depresión, pero no en las que carecen de dicha predisposición. Por otra parte, la inhibición de la síntesis de la dopamina y la norepinefrina con alfa-metil-para-tirosina no provoca sistemáticamente una disminución del estado de ánimo.

### Monoaminooxidasa
Una rama de la hipótesis de las monoaminas sugiere que la monoaminooxidasa A (MAO-A), una enzima que metaboliza las monoaminas, puede estar excesivamente activa en las personas deprimidas. Esto, a su vez, provocaría la disminución de los niveles de monoaminas. Esta hipótesis recibió el apoyo de un estudio PET, que halló una actividad significativamente elevada de la MAO-A en el cerebro de algunas personas deprimidas. En los estudios genéticos, las alteraciones de los genes relacionados con la MAO-A no se han asociado de forma consistente con la depresión. En contra de los supuestos de la hipótesis monoamínica, la disminución, pero no el aumento, de la actividad de la MAO-A se asoció con síntomas depresivos en adolescentes. Esta asociación sólo se observó en jóvenes maltratados, lo que indica que tanto los factores biológicos (genes de la MAO) como los psicológicos (maltrato) son importantes en el desarrollo de trastornos depresivos. Además, algunas pruebas indican que el procesamiento alterado de la información dentro de las redes neuronales, más que los cambios en el equilibrio químico, podría subyacer a la depresión.

### Limitaciones
Desde la década de 1990, la investigación ha descubierto múltiples limitaciones de la hipótesis monoamínica, y su inadecuación ha sido criticada dentro de la comunidad psiquiátrica. Para empezar, la disfunción del sistema serotoninérgico no puede ser la única causa de la depresión. No todos los pacientes tratados con antidepresivos muestran mejorías a pesar del aumento normalmente rápido de la serotonina sináptica. Si se producen mejoras significativas del estado de ánimo, éstas no suelen producirse hasta pasadas al menos dos o cuatro semanas. Una posible explicación de este desfase es que el aumento de la actividad de los neurotransmisores es el resultado de la desensibilización de los autorreceptores, que puede tardar semanas. La investigación intensiva no ha logrado encontrar pruebas convincentes de una disfunción primaria de un sistema monoamínico específico en las personas con TDM. Los antidepresivos que no actúan a través del sistema monoamínico, como la tianeptina y el opipramol, se conocen desde hace mucho tiempo. También ha habido hallazgos inconsistentes con respecto a los niveles séricos de 5-HIAA, un metabolito de la serotonina. Los experimentos con agentes farmacológicos que causan depleción de monoaminas han demostrado que esta depleción no causa depresión en personas sanas. Otro problema que se presenta es que los fármacos que agotan las monoaminas pueden tener en realidad propiedades antidepresivas. Además, algunos han argumentado que la depresión puede estar marcada por un estado hiperserotoninérgico. Ya limitada, la hipótesis de las monoaminas se ha simplificado aún más cuando se presenta al público en general.

### Unión de receptores
Hasta 2012, los esfuerzos por determinar las diferencias en la expresión o la función de los receptores de neurotransmisores en los cerebros de las personas con TDM mediante tomografía por emisión de positrones (PET) habían arrojado resultados inconsistentes. Utilizando la tecnología de imagen PET y los reactivos disponibles en 2012, parecía que el receptor D1 puede estar subexpresado en el cuerpo estriado de las personas con TDM. La literatura sobre la unión del receptor 5-HT1A es inconsistente; sin embargo, se inclina hacia una disminución general en la corteza mesiotemporal. La unión del receptor 5-HT2A parece estar desregulada en las personas con TDM. Los resultados de los estudios sobre la unión del receptor 5-HTT son variables, pero tienden a indicar niveles más altos en las personas con TDM. Los resultados de los estudios sobre la unión de los receptores D2/D3 son demasiado inconsistentes como para extraer conclusiones. Las pruebas apoyan el aumento de la actividad de la MAO en personas con TDM, e incluso puede ser un marcador de rasgo (no cambia por la respuesta al tratamiento). La unión del receptor muscarínico parece estar aumentada en la depresión y, dada la dinámica de unión del ligando, sugiere una mayor actividad colinérgica.
Se han realizado cuatro metaanálisis sobre la unión de receptores en la depresión, dos sobre el transportador de serotonina (5-HTT), uno sobre el 5-HT1A otro sobre el transportador de dopamina, DAT (por las siglas en inglés de dopamine active transporter). Un metaanálisis sobre el 5-HTT informó de que la unión se reducía en el mesencéfalo y la amígdala, y que la primera se correlacionaba con una mayor edad y la segunda con la gravedad de la depresión. Otro metaanálisis sobre la 5-HTT que incluía estudios post mortem e in vivo de unión a receptores informó de que, mientras que los estudios in vivo hallaron una 5-HTT reducida en el cuerpo estriado, la amígdala y el mesencéfalo, los estudios post mortem no hallaron asociaciones significativas. Se descubrió que la 5-HT1A  estaba reducida en el córtex cingulado anterior, el lóbulo mesiotemporal, la ínsula y el hipocampo, pero no en la amígdala o el lóbulo occipital. Los ligandos 5-HT1A más utilizados no son desplazados por la serotonina endógena, lo que indica que la densidad o afinidad del receptor está reducida. La unión del transportador de dopamina no se modifica en la depresión.

## Procesamiento emocional y circuitos neuronales

### Sesgo emocional
Las personas con TDM muestran una serie de sesgos en el procesamiento emocional, como una tendencia a valorar más negativamente las caras felices y a asignar más recursos atencionales a las expresiones tristes. Las personas deprimidas también presentan alteraciones en el reconocimiento de caras felices, enfadadas, asqueadas, temerosas y sorprendidas, pero no tristes. La neuroimagen funcional ha demostrado la hiperactividad de varias regiones cerebrales en respuesta a estímulos emocionales negativos, y la hipoactividad en respuesta a estímulos positivos. Un metaanálisis informó de que los sujetos deprimidos mostraban una disminución de la actividad en la corteza dorsolateral prefrontal izquierda y un aumento de la actividad en la amígdala en respuesta a estímulos negativos. Otro metaanálisis informó de una actividad elevada del hipocampo y el tálamo en un subgrupo de sujetos deprimidos que no tomaban medicación, no eran ancianos y no tenían comorbilidades. Se ha sugerido que el retraso terapéutico de los antidepresivos se debe a que éstos modifican el procesamiento emocional, lo que provoca cambios en el estado de ánimo. Esto se ve respaldado por la observación de que tanto la administración aguda como subcrónica de ISRS aumenta la respuesta a las caras positivas. El tratamiento antidepresivo parece invertir los sesgos congruentes con el estado de ánimo en las áreas límbicas, prefrontales y fusiformes. La respuesta del dlPFC aumenta y la de la amígdala se atenúa durante el procesamiento de emociones negativas, lo que se cree que refleja una mayor regulación descendente. La circunvolución fusiforme y otras áreas de procesamiento visual responden más intensamente a los estímulos positivos con el tratamiento antidepresivo, lo que se cree que refleja un sesgo de procesamiento positivo. Estos efectos no parecen ser exclusivos de los antidepresivos serotoninérgicos o noradrenérgicos, sino que también se producen en otras formas de tratamiento, como la estimulación cerebral profunda.

### Circuitos neuronales
Un metaanálisis de neuroimagen funcional en la depresión observó un patrón de actividad neuronal anormal que, según la hipótesis, refleja un sesgo en el procesamiento emocional. En relación con los controles, las personas con TDM mostraron hiperactividad de los circuitos de la red de saliencia, SN (por las siglas en inglés de salience network), compuesta por los núcleos pulvinares, la ínsula y el córtex cingulado anterior dorsal (CCAd), así como una disminución de la actividad en los circuitos reguladores compuestos por el cuerpo estriado y el dlPFC.

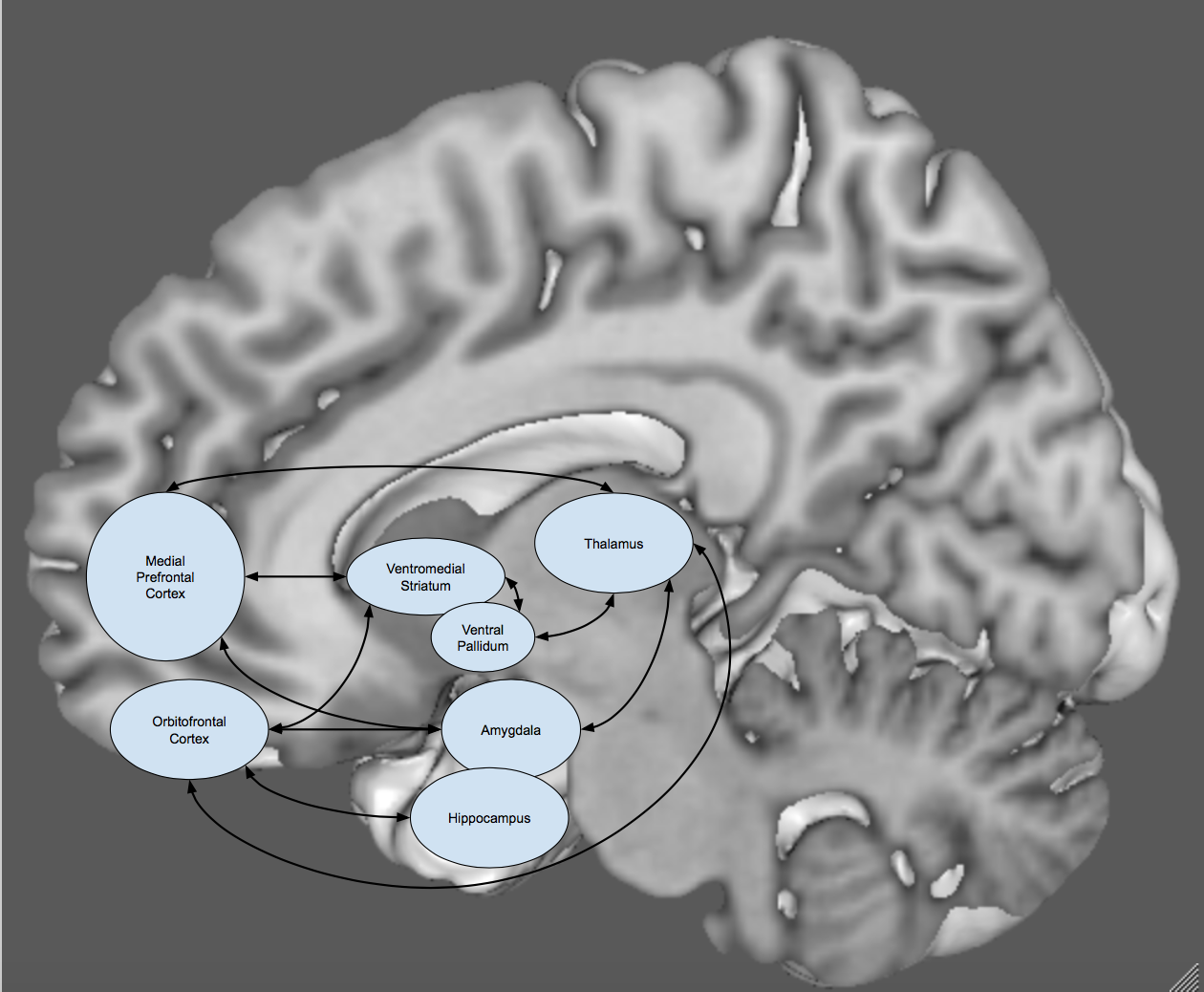
Representación del circuito límbico-cortical-estriatal-palidal-talámico descrito por Drevets et al. 2008.

Se ha propuesto un modelo neuroanatómico denominado modelo límbico-cortical para explicar los primeros hallazgos biológicos de la depresión. El modelo intenta relacionar síntomas específicos de la depresión con anomalías neurológicas. Se propuso que la elevada actividad de la amígdala en reposo subyace a la rumiación, ya que la estimulación de la amígdala está asociada a la evocación intrusiva de recuerdos negativos. El CCA se dividió en regiones pregenuales (CCApg) y subgenuales (CCAsg), estando las primeras asociadas electrofisiológicamente con el miedo y las segundas metabólicamente implicadas en la tristeza en sujetos sanos. Se sugirió que la hiperactividad de las regiones orbitofrontales e insulares laterales, junto con las anomalías en las regiones prefrontales laterales, subyacen a las respuestas emocionales desadaptativas, dado el papel de estas regiones en el aprendizaje de recompensas. Este modelo y otro denominado modelo estriatal cortical, que se centraba más en las anomalías del bucle córtico-basal ganglio-talamocortical, han sido respaldados por la literatura reciente. La reducción de la actividad estriatal, el aumento de la actividad COF y el aumento de la actividad CCAsg fueron resultados coherentes con los modelos propuestos. Sin embargo, se observó una disminución de la actividad de la amígdala, contrariamente al modelo límbico-cortical. Además, sólo las regiones prefrontales laterales fueron moduladas por el tratamiento, lo que indica que las áreas prefrontales son marcadores de estado (es decir, dependen del estado de ánimo), mientras que las anomalías subcorticales son marcadores de rasgo (es decir, reflejan una susceptibilidad).

### Recompensa
Mientras que la gravedad de la depresión en su conjunto no se correlaciona con una respuesta neural embotada a la recompensa, la anhedonia se correlaciona directamente con una actividad reducida en el sistema de recompensa. El estudio de la recompensa en la depresión se ve limitado por la heterogeneidad en la definición y conceptualización de la recompensa y la anhedonia. La anhedonia se define en términos generales como una capacidad reducida de sentir placer, pero los cuestionarios y las evaluaciones clínicas rara vez distinguen entre deseo motivacional y gusto consumatorio. Aunque varios estudios sugieren que los sujetos deprimidos valoran los estímulos positivos de forma menos positiva y como menos excitantes, otros estudios no encuentran diferencias. Además, la respuesta a recompensas naturales como la sacarosa no parece estar atenuada. El embotamiento afectivo general puede explicar los síntomas anhedónicos en la depresión, ya que el metaanálisis de los estímulos positivos y negativos revela una menor valoración de la intensidad. Dado que la anhedonia es un síntoma destacado de la depresión, la comparación directa de los sujetos deprimidos con los sanos revela una mayor activación del córtex cingulado anterior subgenual (CCAsg) y una menor activación del estriado ventral y, en particular, del núcleo accumbens (NAcc) en respuesta a estímulos positivos. Aunque el hallazgo de una actividad reducida del NAcc durante los paradigmas de recompensa es bastante consistente, el NAcc está formado por una gama funcionalmente diversa de neuronas, y una señal reducida dependiente del nivel de oxígeno en sangre (blood-oxygen-level dependent, BOLD) en esta región podría indicar una variedad de cosas, incluida una actividad aferente reducida o una salida inhibitoria reducida. Sin embargo, estas regiones son importantes en el procesamiento de la recompensa, y se cree que su disfunción en la depresión subyace a la anhedonia. Se hipotetiza que la anhedonia residual que no es bien tratada por los antidepresivos serotoninérgicos es el resultado de la inhibición de la liberación de dopamina por la activación de los receptores 5-HT2C en el cuerpo estriado. La respuesta a la recompensa en el córtex orbitofrontal medial (COF) se atenúa en la depresión, mientras que la respuesta del COF lateral se potencia ante el castigo. El COF lateral muestra una respuesta sostenida a la ausencia de recompensa o castigo, y se cree que es necesario para modificar el comportamiento en respuesta a contingencias cambiantes. La hipersensibilidad en el COF lateral puede conducir a la depresión al producir un efecto similar al de la indefensión aprendida en animales.
La respuesta elevada en el CCAsg es un hallazgo consistente en estudios de neuroimagen que utilizan una serie de paradigmas que incluyen tareas relacionadas con la recompensa. El tratamiento también se asocia con una actividad atenuada en el CCAsg, y la inhibición de neuronas en el homólogo roedor del CCAsg, el córtex infralímbico (CI), produce un efecto antidepresivo. Se ha planteado la hipótesis de que la hiperactividad del córtex infralímbico conduce a la depresión al atenuar la respuesta somática a la recompensa o los estímulos positivos. Contrariamente a los estudios sobre la respuesta de la resonancia magnética funcional en el CCAsg durante las tareas, el metabolismo en reposo se reduce en el CCAsg. Sin embargo, esto sólo es evidente cuando se corrige la reducción prominente del volumen del CCAsg asociada a la depresión; las anomalías estructurales son evidentes a nivel celular, ya que los estudios neuropatológicos informan de una reducción de los marcadores celulares del CCAsg. El modelo de depresión propuesto a partir de estos hallazgos por Drevets et al. sugiere que la reducción de la actividad del CCAsg provoca un aumento de la actividad del sistema nervioso simpático y una disminución de la retroalimentación del eje HHS. Es posible que la actividad del CCAsg no sea causal en la depresión, ya que los autores de una revisión que examinó la neuroimagen en sujetos deprimidos durante la regulación emocional plantearon la hipótesis de que el patrón de actividad elevada del CCAsg reflejaba una mayor necesidad de modular las respuestas emocionales automáticas en la depresión. El reclutamiento prefrontal general y del CCAsg más extenso durante el procesamiento emocional positivo se asoció con una respuesta subcortical embotada a las emociones positivas y anhedonia del sujeto. Los autores interpretaron que esto reflejaba una regulación a la baja de las emociones positivas por el reclutamiento excesivo de la corteza prefrontal.

## Neuroanatomía
Aunque en las personas con trastorno depresivo mayor se observan sistemáticamente una serie de hallazgos de neuroimagen, la heterogeneidad de las poblaciones deprimidas plantea dificultades a la hora de interpretar estos hallazgos. Por ejemplo, la promediación entre poblaciones puede ocultar ciertos hallazgos relacionados con subgrupos; mientras que en la depresión se informa de una actividad reducida del dlPFC, un subgrupo puede presentar una actividad elevada del dlPFC. La promediación también puede producir resultados estadísticamente significativos, como volúmenes hipocampales reducidos, que en realidad están presentes en un subgrupo de sujetos. Debido a estas cuestiones y a otras, incluida la consistencia longitudinal de la depresión, la mayoría de los modelos neuronales son probablemente inaplicables a toda la depresión.

### Neuroimagen estructural

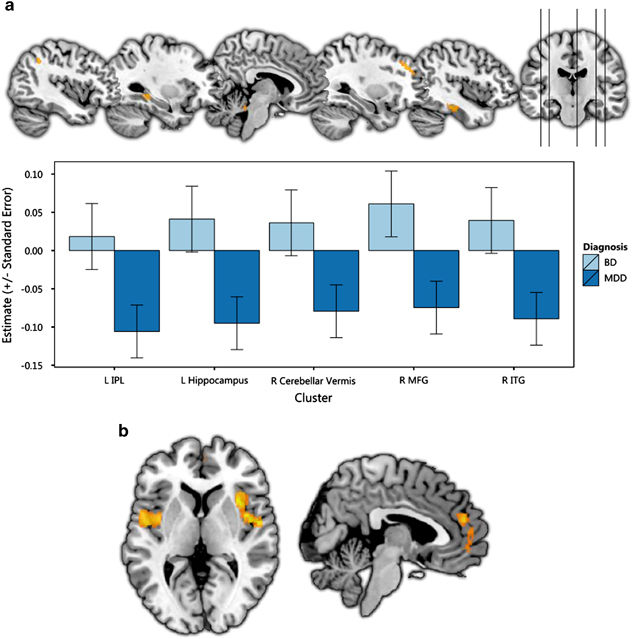
Reducciones del volumen de materia gris en el TDM y el trastorno bipolar

Los metaanálisis realizados mediante mapeo d basado en semillas han informado de reducciones de la materia gris en varias regiones frontales. Un metanálisis de la depresión general de aparición temprana informó de reducciones de la materia gris en la corteza cingulada anterior bilateral (CCA) y la corteza prefrontal dorsomedial (dmPFC). Un metaanálisis sobre la depresión de primer episodio observó distintos patrones de reducción de la materia gris en poblaciones sin medicación y combinadas; la depresión sin medicación se asoció con reducciones en el córtex dorsolateral prefrontal derecho, la amígdala derecha y la circunvolución temporal inferior derecha; el análisis sobre una combinación de depresión sin medicación y con medicación halló reducciones en la ínsula izquierda, el área motora suplementaria derecha y la circunvolución temporal media derecha. Otra revisión en la que se distinguía entre población medicada y no medicada, aunque no restringida a personas con su primer episodio de TDM, halló reducciones en la población combinada en la circunvolución frontal superior bilateral, media derecha e inferior izquierda, junto con el parahipocampo bilateral. Se notificaron aumentos de la materia gris talámica y del CCA en las poblaciones medicadas y no medicadas, respectivamente. Un metaanálisis realizado mediante la estimación de la probabilidad de activación notificó reducciones en el córtex paracingulado, el CCAD y la amígdala.
Mediante un mapeo estadístico paramétrico, un metaanálisis replicó los hallazgos previos de reducción de materia gris en el CCA, el córtex prefrontal medial, el giro frontal inferior, el hipocampo y el tálamo; sin embargo, también se notificaron reducciones en la materia gris del COF y el córtex prefrontal ventromedial.
Se han publicado dos estudios sobre la depresión del consorcio ENIGMA, uno sobre el grosor cortical y otro sobre el volumen subcortical. Se notificó una reducción del grosor cortical en las regiones bilaterales COF, CCA, ínsula, giro temporal medio, giro fusiforme y córtex cingulado posterior, mientras que se hallaron déficits de superficie en las regiones occipital media, parietal inferior, orbitofrontal y precentral. Anomalías subcorticales, incluidas reducciones en los volúmenes del hipocampo y la amígdala, que fueron especialmente pronunciadas en la depresión de inicio temprano.

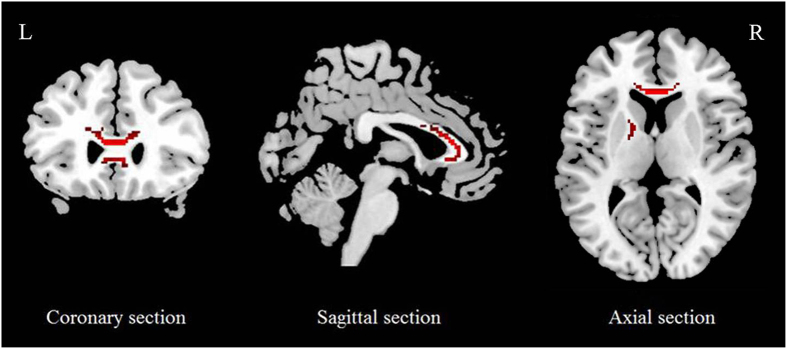
El TDM se asocia a una reducción de la AF en el ALIC y en el genu/cuerpo del CC

Se han realizado múltiples metanálisis de estudios que evalúan la integridad de la sustancia blanca mediante la anisotropía fraccional (AF). Se ha notificado una reducción de la AF en el cuerpo calloso (CC) tanto en poblaciones de primer episodio de depresión mayor sin medicación, como en poblaciones generales de depresión mayor. El grado de reducción del CC difiere de un estudio a otro. Se ha notificado que las personas con TDM que no han tomado antidepresivos antes presentan reducciones solo en el cuerpo del CC y solo en el genu del CC. Por otra parte, se ha informado de que las muestras generales de TDM presentan reducciones en el cuerpo del CC, el cuerpo y el genu del CC, y sólo el genu del CC. También se ha informado de reducciones de la AF en la extremidad anterior de la cápsula interna (ALIC) y el fascículo longitudinal superior.

### Neuroimagen funcional
En los estudios sobre la actividad en estado de reposo se han utilizado diversos indicadores de la actividad en estado de reposo, como la homogeneidad regional (regional homogeneity, ReHO), la amplitud de las fluctuaciones de baja frecuencia (amplitude of low frequency fluctuations, ALFF), la amplitud fraccional de las fluctuaciones de baja frecuencia (fractional amplitude of low frequency fluctuations, fALFF), el marcaje de spin arterial (arterial spin labeling, ASL) y la tomografía por emisión de positrones (positron emission tomography, PET) para medir el flujo sanguíneo cerebral regional o el metabolismo.
Los estudios que utilizan ALFF y fALFF han informado de elevaciones en la actividad de la CCA; los primeros informan principalmente de hallazgos más ventrales, y los segundos, de hallazgos más dorsales. Un análisis conjunto de estudios de ALFF y CBF convergió en la ínsula izquierda, y las personas no tratadas previamente presentaban un aumento de la actividad de la ínsula. También se notificó un FSC caudado elevado. Un metaanálisis que combinaba múltiples indicadores de actividad en reposo notificó una actividad cingulada anterior, estriada y talámica elevada y una actividad reducida de la ínsula izquierda, la circunvolución poscentral y la circunvolución fusiforme. Un metaanálisis de estimación de probabilidad de activación (ALE) de estudios PET/SPECT en estado de reposo informó de una actividad reducida en la ínsula izquierda, la corteza cingulada anterior pregenual y dorsal y una actividad elevada en el tálamo, el caudado, el hipocampo anterior y la amígdala. En comparación con el metaanálisis ALE de estudios PET/SPECT, un estudio que utilizó el análisis de densidad de múltiples núcleos informó de hiperactividad sólo en los núcleos pulvinares del tálamo.

### Regiones cerebrales
La investigación sobre los cerebros de las personas con TDM suele mostrar patrones alterados de interacción entre múltiples partes del cerebro. Varias áreas del cerebro están implicadas en estudios que tratan de comprender mejor la biología de la depresión:

#### Cingulado subgenual
Los estudios han demostrado que el área 25 de Brodmann, también conocida como cíngulo subgenual, es metabólicamente hiperactiva en la depresión resistente al tratamiento. Esta región es extremadamente rica en transportadores de serotonina y se considera el gobernador de una vasta red en la que participan zonas como el hipotálamo y el tronco encefálico, que influyen en los cambios del apetito y el sueño; la amígdala y la ínsula, que afectan al estado de ánimo y la ansiedad; el hipocampo, que desempeña un papel importante en la formación de la memoria; y algunas partes del córtex frontal responsables de la autoestima. Así pues, las alteraciones en esta zona o un tamaño inferior al normal de la misma contribuyen a la depresión. La estimulación cerebral profunda se ha dirigido a esta región para reducir su actividad en personas con depresión resistente al tratamiento.: 576–578 

#### Corteza prefrontal
Una revisión notificó hipoactividad en el córtex prefrontal de las personas con depresión en comparación con los controles. El córtex prefrontal participa en el procesamiento y la regulación emocional, y la disfunción de este proceso puede estar implicada en la etiología de la depresión. Un estudio sobre el tratamiento antidepresivo halló un aumento de la actividad del CPF en respuesta a la administración de antidepresivos. Un metaanálisis publicado en 2012 halló que las áreas de la corteza prefrontal eran hipoactivas en respuesta a estímulos negativos en personas con TDM.Un estudio sugirió que las áreas de la corteza prefrontal forman parte de una red de regiones que incluyen el cíngulo dorsal y pregenual, la circunvolución frontal media bilateral, la ínsula y la circunvolución temporal superior que parecen ser hipoactivas en personas con TDM. Sin embargo, los autores advirtieron de que los criterios de exclusión, la falta de coherencia y las muestras pequeñas limitan los resultados.

#### Amígdala
La amígdala, una estructura implicada en el procesamiento emocional, parece ser hiperactiva en las personas con trastorno depresivo mayor. La amígdala de las personas deprimidas no medicadas tendía a ser más pequeña que la de las medicadas; sin embargo, los datos agregados no muestran diferencias entre las personas deprimidas y las sanas. Durante las tareas de procesamiento emocional, la amígdala derecha es más activa que la izquierda; sin embargo, no hay diferencias durante las tareas cognitivas y, en reposo, sólo la amígdala izquierda parece ser más hiperactiva. Un estudio, sin embargo, no halló diferencias en la actividad de la amígdala durante las tareas de procesamiento emocional.

#### Hipocampo
Se ha observado atrofia del hipocampo durante la depresión, en consonancia con modelos animales de estrés y neurogénesis.
El estrés puede causar depresión y síntomas similares a la depresión a través de cambios monoaminérgicos en varias regiones cerebrales clave, así como la supresión de la neurogénesis hipocampal. Esto conduce a una alteración de las regiones cerebrales relacionadas con la emoción y la cognición, así como a una disfunción del eje HHS. A través de la disfunción, pueden exacerbarse los efectos del estrés, incluidos sus efectos sobre la 5-HT. Además, algunos de estos efectos son revertidos por la acción antidepresiva, que puede actuar aumentando la neurogénesis hipocampal. Esto conduce a un restablecimiento de la actividad HHS y de la reactividad al estrés, con lo que se restauran los efectos deletéreos inducidos por el estrés sobre la 5-HT.
El eje hipotálamo-hipófisis-suprarrenal es una cadena de estructuras endocrinas que se activan durante la respuesta del organismo a factores estresantes de diversa índole. En el eje HHS intervienen tres estructuras: el hipotálamo, que libera CRH, que estimula a la hipófisis para que libere ACTH, que a su vez estimula a las glándulas suprarrenales para que liberen cortisol. El cortisol tiene un efecto de retroalimentación negativa sobre la hipófisis y el hipotálamo. En las personas con TDM esto suele mostrar una mayor activación en las personas deprimidas, pero aún se desconoce el mecanismo que subyace. Se ha observado un aumento de los niveles basales de cortisol y una respuesta anormal a los desafíos con dexametasona en personas con TDM. Se ha planteado la hipótesis de que el estrés en los primeros años de vida es una posible causa de disfunción del eje HHS. La regulación del eje HHS puede examinarse mediante una prueba de supresión con dexametasona, que pone a prueba los mecanismos de retroalimentación. La no supresión de la dexametasona es un hallazgo común en la depresión, pero no es lo suficientemente consistente como para usarse como herramienta diagnóstica. Los cambios en el eje HHS pueden ser responsables de algunos de los cambios como la disminución de la densidad mineral ósea y el aumento de peso que se encuentran en las personas con TDM. Un fármaco, el ketoconazol, actualmente en desarrollo, se ha mostrado prometedor en el tratamiento del TDM.

### Neurogénesis hipocampal
Una neurogénesis hipocampal reducida conduce a una reducción del volumen del hipocampo. Un hipocampo genéticamente más pequeño se ha relacionado con una menor capacidad para procesar traumas psicológicos y estrés externo, y la consiguiente predisposición a enfermedades psicológicas. La depresión sin riesgo familiar ni trauma infantil se ha relacionado con un volumen hipocampal normal pero con disfunción localizada.

## Modelos animales
Existen varios modelos animales de depresión, pero son limitados en el sentido de que la depresión implica principalmente cambios emocionales subjetivos. Sin embargo, algunos de estos cambios se reflejan en la fisiología y el comportamiento, siendo este último el objetivo de muchos modelos animales. Por lo general, estos modelos se evalúan según cuatro facetas de validez: el reflejo de los síntomas centrales en el modelo; la validez predictiva del modelo; la validez del modelo con respecto a las características humanas de la etiología; y la plausibilidad biológica.
Se han utilizado diferentes modelos para inducir conductas depresivas: manipulaciones neuroanatómicas como la bulbectomía olfatoria o manipulaciones específicas de circuitos con optogenética; modelos genéticos como animales knockout 5-HT1A o criados selectivamente; modelos que implican la manipulación ambiental asociada a la depresión en humanos, incluido el estrés crónico leve, el estrés en los primeros años de vida y la indefensión aprendida. La validez de estos modelos para producir conductas depresivas puede evaluarse con una serie de pruebas conductuales. La anhedonia y los déficits motivacionales pueden evaluarse, por ejemplo, examinando el nivel de compromiso del animal con estímulos gratificantes como la sacarosa o la autoestimulación intracraneal. Los síntomas de ansiedad e irritabilidad pueden evaluarse con el comportamiento exploratorio en presencia de un entorno estresante o novedoso, como la prueba de campo abierto, la alimentación suprimida por novedad o el laberinto positivo elevado. La fatiga, la pobreza psicomotriz y la agitación pueden evaluarse con la actividad locomotora, la actividad de acicalamiento y las pruebas de campo abierto.
Los modelos animales presentan una serie de limitaciones debidas a la naturaleza de la depresión. Algunos síntomas básicos de la depresión, como la rumiación, la baja autoestima, la culpa y el estado de ánimo depresivo, no pueden evaluarse en animales, ya que requieren informes subjetivos. Desde un punto de vista evolutivo, se cree que los correlatos conductuales de las derrotas por pérdida son una respuesta adaptativa para evitar nuevas pérdidas. Por lo tanto, los intentos de modelar la depresión que buscan inducir la derrota o la desesperación pueden reflejar en realidad adaptación y no enfermedad. Además, aunque la depresión y la ansiedad suelen ser comórbidas, la disociación de ambas en modelos animales es difícil de conseguir. La evaluación farmacológica de la validez suele estar desconectada de la farmacoterapéutica clínica en el sentido de que la mayoría de las pruebas de detección evalúan efectos agudos, mientras que los antidepresivos suelen tardar unas semanas en hacer efecto en los seres humanos.

### Neurocircuitos
Las regiones implicadas en la recompensa son objetivos comunes de la manipulación en modelos animales de depresión, incluidos el núcleo accumbens (NAc), el área tegmental ventral (ATV), el pálido ventral (VP), la habénula lateral (HbL) y el córtex prefrontal medial (CPFm). Estudios provisionales de IRMf en humanos demuestran una elevada actividad de la HbL en la depresión. La habénula lateral se proyecta a la RMTg para dirigir la inhibición de las neuronas dopaminérgicas en el ATV durante la omisión de la recompensa. En modelos animales de depresión, se ha observado una actividad elevada en las neuronas HbL que se proyectan al área tegmental ventral (reduciendo ostensiblemente la liberación de dopamina). El HbL también se proyecta a neuronas del CPFm reactivas a la aversión, lo que puede proporcionar un mecanismo indirecto para producir conductas depresivas. La potenciación de las sinapsis del HbL inducida por la indefensión aprendida se invierte con el tratamiento antidepresivo, lo que proporciona validez predictiva. Pruebas preliminares in vivo de personas con TDM sugieren anomalías en la señalización dopaminérgica, lo que condujo a los primeros estudios sobre la actividad de la ATV y a manipulaciones en modelos animales de depresión. La destrucción masiva de las neuronas ATV aumenta los comportamientos depresivos, mientras que las neuronas ATV reducen su actividad en respuesta al estrés crónico. Sin embargo, las manipulaciones específicas más recientes de la ATV producen resultados variables, ya que el modelo animal específico, la duración de la manipulación de la ATV, el método de manipulación de la ATV y la subregión de manipulación de la ATV pueden conducir a resultados diferentes. Los síntomas depresivos inducidos por el estrés y la derrota social, incluida la anhedonia, se asocian con la potenciación de las entradas excitatorias a las neuronas espinosas medianas que expresan receptores D2 de dopamina (D2-MSNs) y la depresión de las entradas excitatorias a las neuronas espinosas medianas que expresan receptores D1 de dopamina (D1-MSNs). La excitación optogenética de D1-MSNs alivia los síntomas depresivos y es gratificante, mientras que lo mismo con D2-MSNs aumenta los síntomas depresivos. La excitación de las entradas glutaminérgicas del hipocampo ventral reduce las interacciones sociales, y la potenciación de estas proyecciones produce susceptibilidad a la depresión inducida por estrés. Las manipulaciones de distintas regiones de la CPFm pueden producir y atenuar conductas depresivas. Por ejemplo, la inhibición de neuronas de la CPFm específicamente en la corteza intralímbica atenúa los comportamientos depresivos. Los hallazgos contradictorios asociados con la estimulación de la CPFm, cuando se comparan con los hallazgos relativamente específicos en la corteza infralímbica, sugieren que la corteza prelímbica y la corteza infralímbica pueden mediar efectos opuestos. Las proyecciones de la CPFm a los núcleos del rafe son en gran medida GABAérgicas e inhiben el disparo de las neuronas serotoninérgicas. La activación específica de estas regiones reduce la inmovilidad en la prueba de natación forzada, pero no afecta al comportamiento en campo abierto o de natación forzada. La inhibición del rafe desplaza el fenotipo conductual del estrés incontrolado a un fenotipo más cercano al del estrés controlado.

## Neuroplasticidad alterada
Estudios recientes han llamado la atención sobre el papel de la neuroplasticidad alterada en la depresión. Una revisión encontró una convergencia de tres fenómenos:
1. El estrés crónico reduce la plasticidad sináptica y dendrítica
2. Los sujetos deprimidos muestran evidencias de neuroplasticidad alterada (por ejemplo, acortamiento y menor complejidad de los árboles dendríticos)
3. Los medicamentos antidepresivos pueden aumentar la neuroplasticidad tanto a nivel molecular como dendrítico.

La conclusión es que la neuroplasticidad alterada es una característica subyacente de la depresión y que los antidepresivos la revierten.
Los niveles sanguíneos de BDNF en personas con TDM aumentan significativamente con el tratamiento antidepresivo y se correlacionan con la disminución de los síntomas. Los estudios post mortem y los modelos en ratas demuestran una disminución de la densidad neuronal en el grosor del córtex prefrontal en personas con TDM. Los modelos en ratas demuestran cambios histológicos coherentes con los hallazgos de la IRM en humanos; sin embargo, los estudios sobre neurogénesis en humanos son limitados. Los antidepresivos parecen revertir los cambios en la neurogénesis tanto en modelos animales como en humanos.

## Inflamación
Diversas revisiones han descubierto que la inflamación general puede desempeñar un papel en la depresión. Un metaanálisis de citocinas en personas con TDM descubrió un aumento de los niveles proinflamatorios de IL-6 y TNF-α en relación con los controles. Las primeras teorías surgieron cuando se observó que el tratamiento con interferón causaba depresión en un gran número de personas que lo recibían. Los metaanálisis sobre los niveles de citocinas en personas con TDM han demostrado un aumento de los niveles de IL-1, IL-6 y proteína C reactiva, pero no de IL-10. En la depresión se ha observado un aumento del número de células T que presentan marcadores de activación, niveles de neopterina, IFN-γ, sTNFR y receptores de IL-2. Se ha planteado la hipótesis de diversas fuentes de inflamación en la enfermedad depresiva, entre las que se incluyen los traumatismos, los problemas de sueño, la dieta, el tabaquismo y la obesidad. Las citocinas, mediante la manipulación de los neurotransmisores, están implicadas en la generación del comportamiento de enfermedad, que comparte cierta coincidencia con los síntomas de la depresión. Entre los neurotransmisores hipotéticamente afectados se encuentran la dopamina y la serotonina, que son objetivos comunes de los fármacos antidepresivos. Se ha propuesto la inducción de la indoleamina 2,3-dioxigenasa por las citocinas como mecanismo por el que la disfunción inmunitaria causa depresión. En una revisión se observó la normalización de los niveles de citocinas tras el tratamiento satisfactorio de la depresión. Un metaanálisis publicado en 2014 halló que el uso de fármacos antiinflamatorios, como los AINE y los inhibidores de citocinas en investigación, reducía los síntomas depresivos. El ejercicio puede actuar como estresor, disminuyendo los niveles de IL-6 y TNF-α y aumentando los de IL-10, una citocina antiinflamatoria.
La inflamación también está íntimamente relacionada con los procesos metabólicos en los seres humanos. Por ejemplo, los niveles bajos de vitamina D se han asociado a un mayor riesgo de depresión. La función de los biomarcadores metabólicos en la depresión es un área de investigación activa. En trabajos recientes se ha explorado la posible relación entre los esteroles plasmáticos y la gravedad de los síntomas depresivos.

## Estrés oxidativo
Se ha descubierto que un marcador de la oxidación del ADN, la 8-Oxo-2'-desoxiguanosina, está aumentado tanto en el plasma como en la orina de las personas con TDM. Esto, junto con el aumento de los niveles de F2-isoprostanos en la sangre, la orina y el líquido cefalorraquídeo, indica un mayor daño a los lípidos y al ADN en las personas con TDM. Los estudios con 8-Oxo-2'-desoxiguanosina variaron según los métodos de medición y el tipo de depresión, pero el nivel de F2-isoprostano fue constante en todos los tipos de depresión. Los autores sugirieron como posibles causas factores relacionados con el estilo de vida, la desregulación del eje HHS, el sistema inmunitario y el sistema nervioso autónomo. Otro metaanálisis halló resultados similares con respecto a los productos del daño oxidativo, así como a la disminución de la capacidad oxidativa. El daño oxidativo del ADN puede desempeñar un papel en el TDM.

### Disfunción mitocondrial
En las personas con TDM se ha observado un aumento de los marcadores de estrés oxidativo en relación con los controles, entre los que se incluyen niveles elevados de RNS y ROS, que se ha demostrado que influyen en la inflamación crónica, dañando la cadena de transporte de electrones y las cascadas bioquímicas de las mitocondrias. Esto reduce la actividad de las enzimas de la cadena respiratoria, lo que provoca una disfunción mitocondrial. El cerebro consume mucha energía y tiene poca capacidad para almacenar glucosa en forma de glucógeno, por lo que depende en gran medida de las mitocondrias. La disfunción mitocondrial se ha relacionado con la neuroplasticidad atenuada que se observa en los cerebros deprimidos.

## Teoría de las redes cerebrales a gran escala
En lugar de estudiar una región cerebral, el estudio de redes cerebrales a gran escala es otro enfoque para comprender los trastornos psiquiátricos y neurológicos,respaldado por investigaciones recientes que han demostrado que en estos trastornos están implicadas múltiples regiones cerebrales. Comprender las alteraciones de estas redes puede proporcionar información importante sobre las intervenciones para tratar estos trastornos. Trabajos recientes sugieren que al menos tres redes cerebrales a gran escala son importantes en la psicopatología:

### Red ejecutiva central
La red ejecutiva central está formada por regiones fronto-parietales, como el córtex prefrontal dorsolateral y el córtex parietal posterior lateral. Esta red participa en funciones cognitivas de alto nivel, como el mantenimiento y uso de la información en la memoria de trabajo, la resolución de problemas y la toma de decisiones. Las deficiencias en esta red son comunes en la mayoría de los trastornos psiquiátricos y neurológicos importantes, incluida la depresión. Dado que esta red es crucial para las actividades de la vida cotidiana, las personas deprimidas pueden mostrar deficiencias en actividades básicas como realizar pruebas y ser resolutivas.

### Red neuronal por defecto
La red neuronal por defecto se concentra en el córtex prefrontal y el cíngulo posterior, con otras regiones prominentes en el lóbulo temporal medio y la circunvolución angular. La red neuronal por defecto suele estar activa cuando la mente divaga y piensa en situaciones sociales. En cambio, durante tareas específicas investigadas en la ciencia cognitiva (por ejemplo, tareas simples de atención), la red por defecto suele estar desactivada. Las investigaciones han demostrado que las regiones de la red neuronal por defecto (incluido el córtex prefrontal medial y el cíngulo posterior) muestran una mayor actividad cuando los participantes deprimidos rumian (es decir, cuando se dedican a pensamientos repetitivos centrados en sí mismos) que cuando rumian los participantes sanos típicos. Las personas con TDM también muestran una mayor conectividad entre la red neuronal por defecto y el cíngulo subgenual y el córtex prefrontal ventromedial adyacente en comparación con los individuos sanos, los individuos con demencia o con autismo. Numerosos estudios sugieren que el cíngulo subgenual desempeña un papel importante en la disfunción que caracteriza a la depresión mayor. El aumento de la activación en la red del modo por defecto durante la rumiación y la conectividad atípica entre las regiones centrales del modo por defecto y el cíngulo subgenual pueden subyacer a la tendencia de los individuos deprimidos a quedarse atrapados en los pensamientos negativos y centrados en sí mismos que suelen caracterizar a la depresión. Sin embargo, se necesitan más investigaciones para comprender con precisión cómo estas interacciones de red se relacionan con síntomas específicos de la depresión.

### Red de saliencia
La red de saliencia es una red opercular cingulado-frontal que incluye nodos centrales en el cíngulo anterior y la ínsula anterior. Una red de saliencia es una red cerebral a gran escala implicada en la detección y orientación de los estímulos externos y acontecimientos internos más pertinentes que se presentan. Los individuos con tendencia a experimentar estados emocionales negativos (que puntúan alto en medidas de neuroticismo) muestran un aumento de la ínsula anterior derecha durante la toma de decisiones, incluso si la decisión ya se ha tomado. Se cree que esta actividad atípicamente alta de la ínsula anterior derecha contribuye a la experiencia de sentimientos negativos y preocupantes. En el trastorno depresivo mayor, la ansiedad suele formar parte del estado emocional que caracteriza a la depresión.

## Lecturas complementarias
- Naumenko, V. S.; Popova, N. K.; Lacivita, E.; Leopoldo, M.; Ponimaskin, E. G. (Julio de 2014). «Interplay between serotonin 5-HT1A and 5-HT7 receptors in depressive disorders». CNS Neuroscience & Therapeutics (en inglés) (Wiley-Blackwell) 20 (7): 582-90. PMC 6493079. PMID 24935787. doi:10.1111/cns.12247.
- Silić, A.; Vukojević, J.; Peitl, V.; De Hert, M.; Karlović, D. (Enero de 2022). «Major depressive disorder: a possible typisation according to serotonin, inflammation, and metabolic syndrome».  En Wegener, G., ed. Acta Neuropsychiatrica (en inglés) (Cambridge y Nueva York: Cambridge University Press en nombre de la Scandinavian College of Neuropsychopharmacology) 34 (1): 15-23. ISSN 1601-5215. PMID 34503595. doi:10.1017/neu.2021.30. Consultado el 10 de marzo de 2022.
- Szafran, K.; Faron-Górecka, A.; Kolasa, M.; Kuśmider, M.; Solich, J.; Zurawek, D.; Dziedzicka-Wasylewska, M. (Noviembre–Diciembre de 2013). «Potential role of G protein-coupled receptor (GPCR) heterodimerization in neuropsychiatric disorders: a focus on depression». Pharmacological Reports (en inglés) (Elsevier  en nombre del Instituto de Farmacología de la Academia Polaca de Ciencias) 65 (6): 1498-505. ISSN 1734-1140. PMID 24552997. doi:10.1016/s1734-1140(13)71510-x. Consultado el 10 de marzo de 2022.